# Bloodshot / Waste
Bloodshot / Waste est le premier extented play de la chanteuse américaine Dove Cameron sorti en téléchargement numérique dans le monde le 27 septembre 2019 sur les labels Disruptor et Columbia Records.
L'EP marque le début sa carrière en tant qu'artiste solo et indépendante après la fin du duo The Girl and the Dreamcatcher avec son ex-fiancé Ryan McCartan et après sa longue participation musicale chez Disney.

## Production

### Développement
En septembre 2017, soit quelques mois après la fin de The Girl and the Dreamcatcher avec Ryan McCartan, Dove Cameron exprime le désir de faire son propre musique en solo et annonce via un ecran géant à Times Square la sortie prochaine de son premier single, qui devrait s'intituler Talks About. En mars 2018, elle annonce avoir signé avec les maisons de disque filiales de Sony Music Entertainment, Columbia et Disruptor Record, pour sortir son single et informe également qu'elle commencera sa carrière après la promotion de Descendants 3, sa dernière production pour Disney.
En août 2019, soit quelques semaines après la diffusion du téléfilm, elle confirme lors d'un interview que son single sortira en septembre suivant ; et le mois arrivé, elle a fait des reprises de Slow Burn de la chanteuse Kacey Musgraves et de Hymn for the Weekend du groupe Coldplay pour introduire sa carrière,. Elle annonce ensuite qu'au lieu de sortir un single, elle va en sortir deux sous les titres de Bloodshot et Waste pour le 27 septembre 2019.

## Accueil
L'extented play reçoit généralement des critiques positives sur les sites spécialisés dans le domaine de la musique. Le site Album of the Year lui donne un score de 82/100 basé sur 3 critique. Sur Google Play on Music, il atteint une moyenne de 4,9/5 sur un total de 25 critiques,.
À sa sortie, l'annonce s'affiche rapidement sur plusieurs presses américaines qui donnent leur avis : la chanteuse est appréciée par la façon de commencer sa carrière avec deux chansons tandis que l'EP est agréablement critiqué sur la contradiction lyrique des deux titres.

## Piste
| Bloodshot / Waste | Bloodshot / Waste | Bloodshot / Waste | Bloodshot / Waste | Bloodshot / Waste | Bloodshot / Waste | Bloodshot / Waste | Bloodshot / Waste | Bloodshot / Waste | Bloodshot / Waste |
| No                | Titre             | Durée             |                   |                   |                   |                   |                   |                   |                   |
| ----------------- | ----------------- | ----------------- | ----------------- | ----------------- | ----------------- | ----------------- | ----------------- | ----------------- | ----------------- |
| 1.                | Bloodshot         | 3 : 00            |                   |                   |                   |                   |                   |                   |                   |
| 2.                | Waste             | 3 : 30            |                   |                   |                   |                   |                   |                   |                   |
| 6 : 30            |                   |                   |                   |                   |                   |                   |                   |                   |                   |

## Personnels
- Chant : Dove Cameron
- Auteur-compositeurs : Dove Cameron, Carly Paige Waldrip, Downtown Trevor Brown, William Zaire Simmons, Chloe Angelides, Ingrid Anders, Jonas Jeberg
- Producteurs : The Orphanpage, Jonas Jeberg
- Ingénieure du son : Melissa Hayes
- Mastering : Chris Gehringer
- Mixage : Mike Malchicoff
- Enregistrement : Dan Book

## Titres

### Bloodshot
Bloodshot est le premier single du premier EP de Dove Cameron sorti le 27 septembre 2019 avec un clip sorti le 8 octobre 2019. Influencé par le synthpop, la chanson est co-éctrite avec Carly Paige Waldrip, Downtown Trevor Brown, William Zaire Simmons et produit par The Orphanpage.
Lors d'un interview avec Billboard, Dove Cameron évoque : « Bloodshot est moins spécifique... Ce que j'aime dans Bloodshot, c'est qu'il ne s'agit pas nécessairement d'une rupture, mais bien d'une perte. Pour moi, il s'agit de perte, que j'essaie toujours de mettre dans les paroles ».

### Waste
Waste est le deuxième single du premier EP de Dove Cameron sorti le 27 septembre 2019 accompagné d'un clip de la chanson avec un décalage horaire. Orienté dans le pop teinté des années 90, la chanson est co-écrite avec Chloe Angelides, Delacey, Ingrid Anders, Jonas Jeberg et produit par ce dernier.
Dans Billboard, la chanteuse affirme que « Waste, c'est beaucoup ce sentiment d'être tellement foutu sur quelqu'un que vous voulez juste vous gaspiller avec lui... Ce genre d'agonie, de douleur/plaisir, d'amour fou est ce que nous savons tous personnellement ou que nous voulons ».